# Manfried Welan

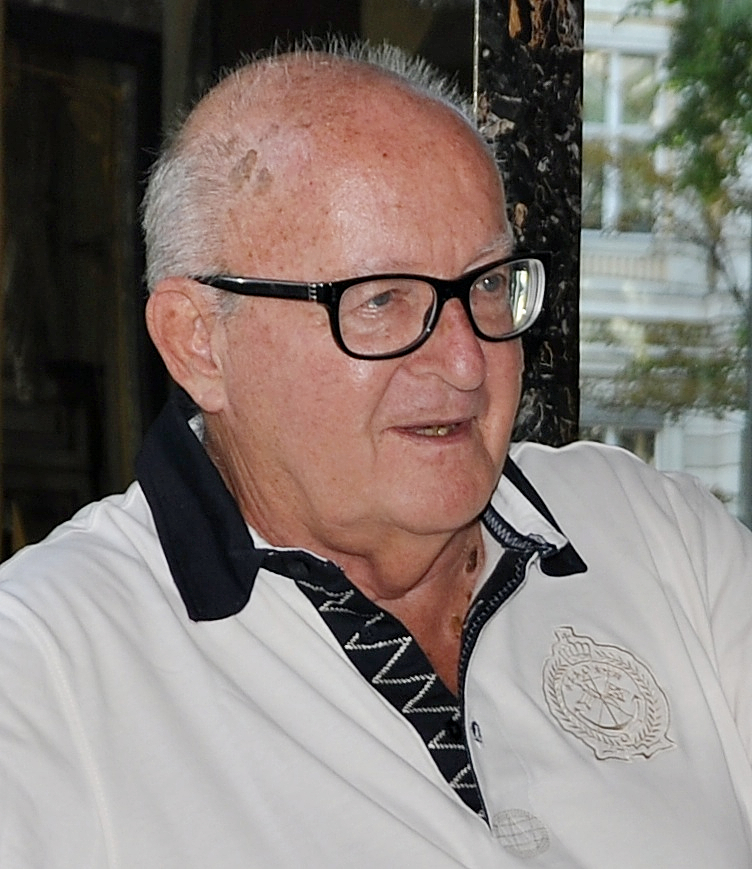
Manfried Welan, 2012

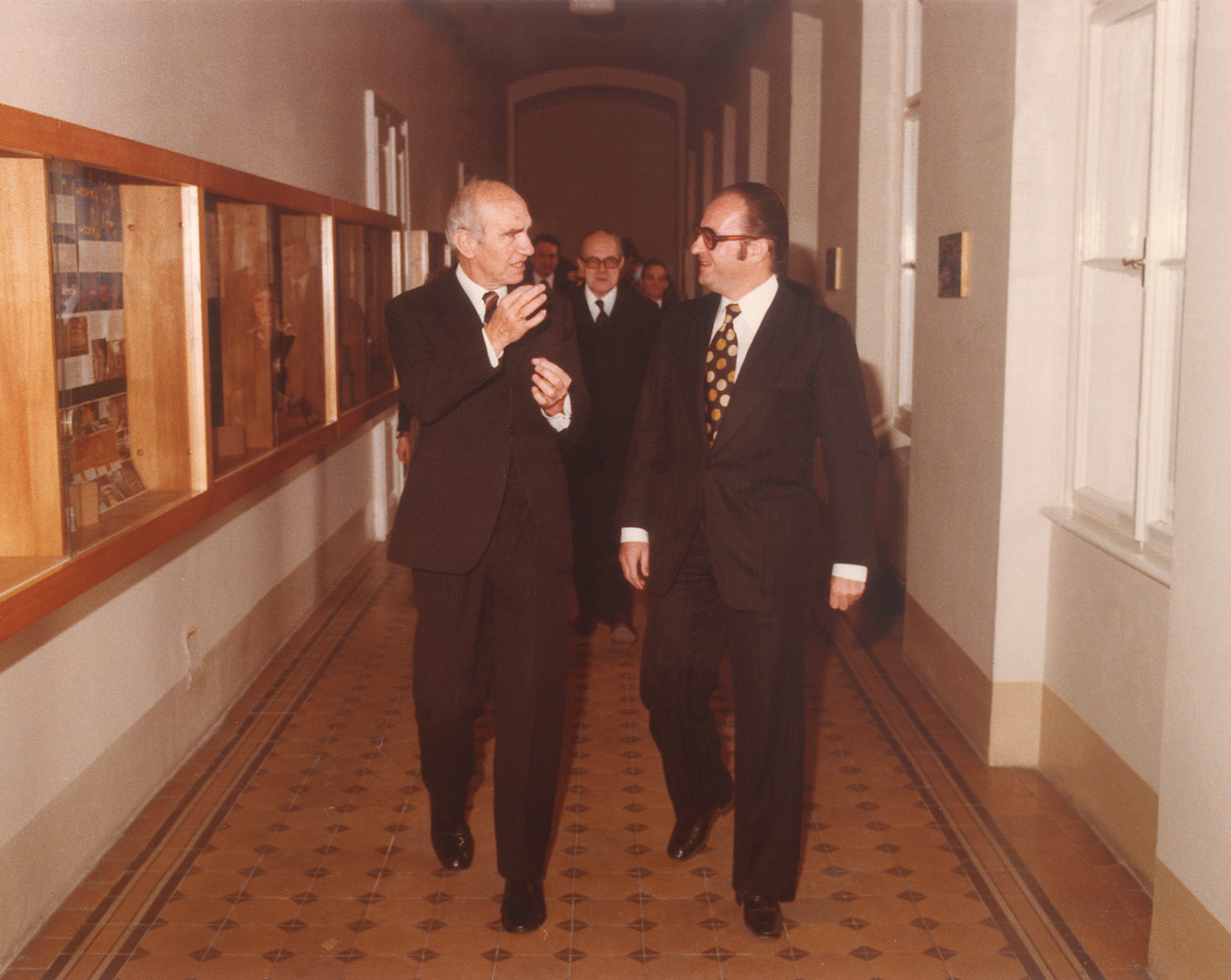
Bundespräsident Rudolf Kirchschläger (links) und BOKU-Rektor Manfried Welan (rechts) an der Universität für Bodenkultur Wien, 6. Dezember 1978

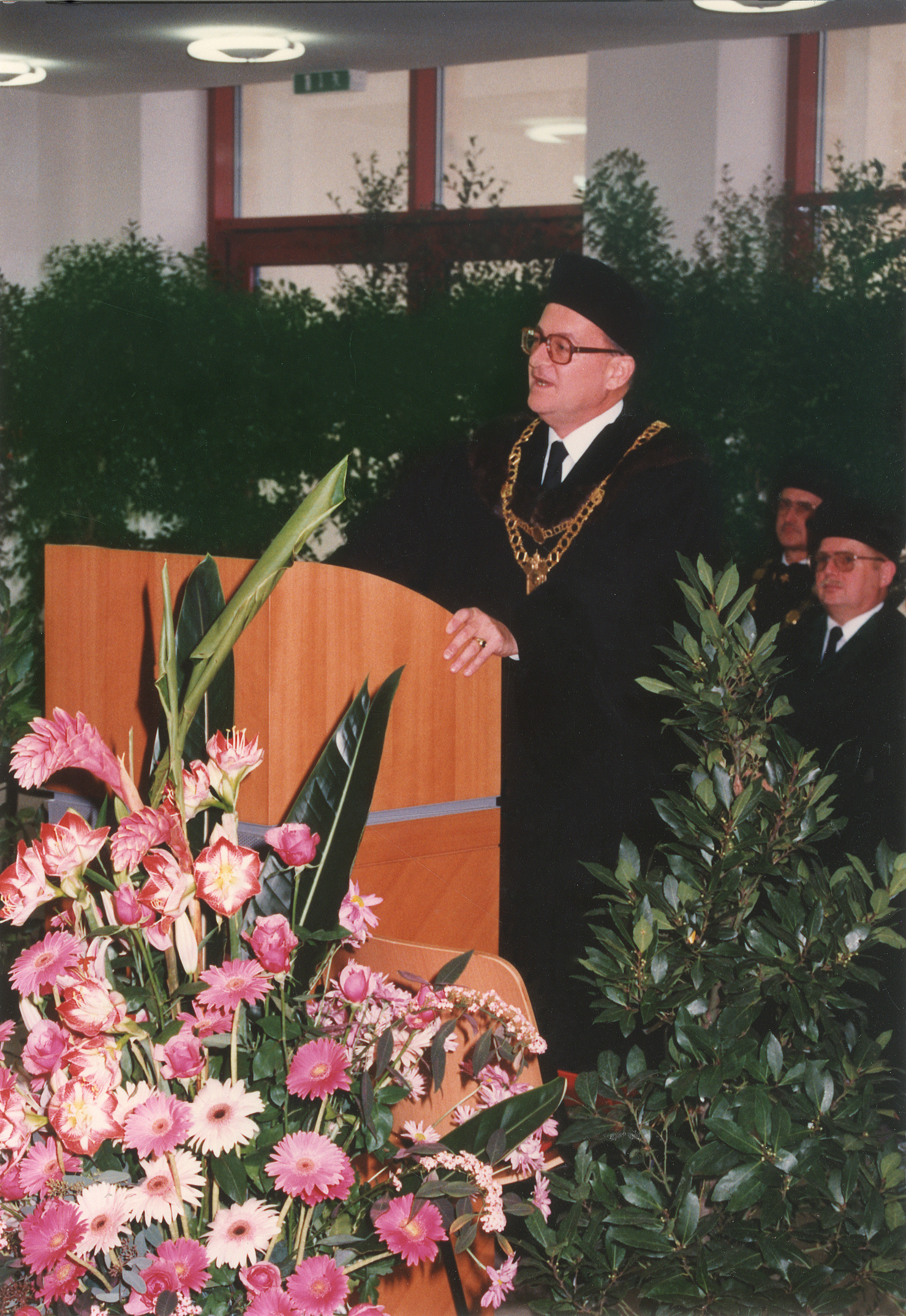
Manfried Welan als Rektor der Universität für Bodenkultur Wien,
20. Jänner 1991

Manfried Welan (* 13. Juni 1937 in Wien; † 22. Mai 2024 ebenda) war ein österreichischer Politik- und Rechtswissenschafter, Hochschullehrer und -rektor, Schriftsteller sowie Politiker.

## Leben
Nach Ablegung der Matura mit Auszeichnung am Elisabethgymnasium in Wien studierte Manfried Welan Rechts- und Staatswissenschaften an der Universität Wien, wo er 1961 zum Dr. jur. promoviert wurde. Seine berufliche Laufbahn begann er 1961 als rechtskundiger Verwaltungsbediensteter an der Technischen Universität Wien, danach war er von 1962 bis 1966 im österreichischen Verfassungsgerichtshof tätig. Von 1967 bis 1969 arbeitete er in der Wissenschaftlichen Abteilung der Wirtschaftskammer Österreich als Verfassungs- und Verwaltungsjurist, weiters als Politologe und Lehrer für politische Bildung. Er zählt zu den Gründern der österreichischen Politikwissenschaft und war lange Zeit Herausgeber der Österreichischen Zeitschrift für Politikwissenschaft.
Im Jahr 1968 erfolgte die Berufung von Manfried Welan als Außerordentlicher Professor für Rechtslehre an die Universität für Bodenkultur Wien (BOKU) und Vorstand des Instituts für Rechtswissenschaften. 1973 wurde er an der BOKU zum Ordentlichen Universitätsprofessor ernannt. 1975 bis 1977 war er Prorektor der BOKU, von 1977 bis 1981 Rektor und sodann bis 1984 Vizerektor. Von 1979 bis 1981 war Welan zudem Präsident der Österreichischen Rektorenkonferenz.
Welan war auch Mitglied des Präsidiums des Fonds zur Förderung der wissenschaftlichen Forschung. Ab 1972 war er Präsident der Österreichischen Gesellschaft für Agrar- und Umweltrecht. Von 1982 bis 1986 war er Präsident der Akademie für Umwelt und Energie in Laxenburg. Ab 1983 war er Mitglied des Wiener Gemeinderates bzw. Landtages. 1986 wurde er Stadtrat und Mitglied der Wiener Landesregierung, von Dezember 1987 bis zu seinem Ausscheiden aus der Politik im Jahr 1991 war er Dritter Landtagspräsident von Wien. Gemeinsam mit Persönlichkeiten wie Jörg Mauthe und Alfred Worm zählte Manfried Welan in den 1980er Jahren zu Erhard Buseks „bunten Vögeln“, die der Wiener ÖVP ein neues, lebensfrohes, junges und dynamisches Erscheinungsbild verliehen. Wichtige Wahlkampfthemen der „bunten Vögel“ waren Umweltschutz, Stadterneuerung sowie Ausbau der direkten Demokratie. Welans Arbeitsgebiete in der Wiener Kommunalpolitik waren Umwelt und Demokratie, Wissenschaft und Kultur.
1986 bis 1991 war Welan Vizepräsident der Österreichischen Gesellschaft für Natur- und Umweltschutz sowie Vizepräsident der Österreichischen Gesellschaft für Ökologie. 1991 wurde er zum dritten Mal zum Rektor der Universität für Bodenkultur Wien gewählt, weshalb er seine politischen Funktionen zurücklegte. Nach dreijähriger Tätigkeit als Rektor war er von 1993 bis 1996 Prorektor und von 1996 bis 2000 Vizerektor für Öffentlichkeitsarbeit und Außenbeziehungen. Bis zu seiner Emeritierung im Jahr 2005 war er an der Universität für Bodenkultur Wien weiterhin als Ordentlicher Professor tätig. Von 1994 bis 2000 war er zudem Gastprofessor für Politik an der Europäischen Journalistenakademie an der Donauuniversität Krems.
Engagiert setzte sich Welan an der Universität für Bodenkultur Wien für die Etablierung neuer Studienrichtungen ein. So erwies er sich als großer Förderer der Landschaftsplanung und -architektur. Schon früh erkannte er in seiner Funktion als Rektor den Bedarf für ein solches Studium. Mit Nachdruck und diplomatischem Verhandlungsgeschick führte er diesbezüglich Gespräche mit Vertretern des Wissenschaftsministeriums. Im Jahr 1981 startete der Studienversuch mit 112 Studenten. Als Welan 1991 seine dritte Funktionsperiode als Rektor antrat, waren es bereits 1.050 Hörer. Im Frühjahr 1993 präsentierte er schließlich der Öffentlichkeit die neue Studienrichtung „Landschaftsplanung und Landschaftspflege“. Er beförderte auch die Einführung der Önologie an der Universität für Bodenkultur Wien. Dass die Önologie in Österreich ab dem Wintersemester 2004/05 erstmals auf universitäres Niveau gehoben wurde, ist der Initiative und den langjährigen Bemühungen Manfried Welans zu verdanken.
1993 bis 2003 war Welan Vizepräsident der Österreichischen UNESCO-Kommission und im Vorstand des Österreichischen Studienzentrums für Frieden und Konfliktlösung in Schlaining tätig. Ab 2003 war er Präsident der Unesco-Arbeitsgemeinschaft in Wien. Er arbeitete auch im Präsidium des Demokratiezentrums Wien mit und war ehrenamtlich im Naturschutzbund Österreich tätig. Viele Jahre lang engagierte er sich als Vorstandsmitglied und Vizepräsident im Wiener Institut für Konfliktforschung. Von 2003 bis 2024 arbeitete er in der Margaretha-Lupac-Stiftung für Parlamentarismus und Demokratie mit und hatte dort auch die meiste Zeit den Vorsitz inne.
Manfried Welan war seit 1957 Mitglied der katholischen Studentenverbindung K.Ö.H.V. Franco-Bavaria Wien im Österreichischen Cartellverband (ÖCV) und seit 1961 Mitglied der Österreichischen Volkspartei. Er war einer der Wegbereiter der Juristenpolitologie und der politischen Rechtslehre in Österreich. Welan verfasste eine Reihe von grundlegenden Publikationen über das österreichische politische System. Er publizierte rund 30 Bücher, etwa 300 Beiträge in Fachbüchern und Fachzeitschriften sowie zahlreiche Kleinbeiträge in unterschiedlichen Medien.
Zu den wissenschaftlichen Hauptarbeitsgebieten von Manfried Welan zählten die Themenbereiche Demokratie, Parlamentarismus, Staatsoberhaupt und Regierung sowie die Verfassungsgerichtsbarkeit, von den Grund- und Freiheitsrechten vor allem Eigentum und Gleichheit. Welan widmete sich auch der Geschichte und Gegenwart der Universitäten und der Gemeinden. Mit Nachdruck vertrat er stets die Förderung der Wissenschaften in Wien und propagierte – in Anknüpfung an die Metapher vom „goldenen Wiener Herz“ – das „goldene Wiener Hirn“. Welan war einer der Begründer des österreichischen Umweltrechts, vor allem des Agrarumweltrechts. Zudem publizierte er über die Geschichte der Universität für Bodenkultur Wien und förderte die Erforschung deren Geschichte.
Ab 1981 gab Manfried Welan gemeinsam mit Christian Brünner und Wolfgang Mantl im Böhlau Verlag die „Studien zu Politik und Verwaltung“ heraus. Er war Herausgeber und Mitherausgeber mehrerer Zeitschriften, unter anderem des Journals für Rechtspolitik. Manfried Welan trat auch als Publizist in weiteren Zeitschriften sowie in Zeitungen hervor. Unter anderem veröffentlichte er Beiträge in der Wiener Zeitung, in der Tageszeitung Die Presse, in den Salzburger Nachrichten und deren Rubrik Staatsbürger, im Standard, in dem von Jörg Mauthe gegen den Zeitgeist gegründeten Wiener Journal, in der Furche und in der Actio catholica: Zeitschrift für Akademiker.
Manfried Welan war Laut Oliver Vitouch „durch Jahrzehnte hindurch eine prägende Persönlichkeit des öffentlichen Lebens in multiplen Rollen“. Er verstarb im Alter von 86 Jahren am 22. Mai 2024 in Wien und wurde auf dem Wiener Zentralfriedhof in einem Ehrengrab der Stadt Wien beigesetzt.

## Auszeichnungen und Ehrungen (Auswahl)
- 1984: Ehrenring der Universität für Bodenkultur Wien[31]
- 1993: Ehrendoktorat der westungarischen Universität Pannon Tudomany Egyetem[32]
- 2002: Festschrift für Manfried Welan zum 65. Geburtstag[33]
- 2003: Preis der Stadt Wien für Geistes- und Sozialwissenschaften[34]
- 2005: Umbenennung des Großen Hörsaals im Guttenberghaus der Universität für Bodenkultur Wien auf „Manfried-Welan-Saal“[35][36]
- 2012: Festgabe für Manfried Welan zum 75. Geburtstag: Österreich auf dem Weg zur Demokratie? Aufmerksame Beobachtungen aus einem halben Jahrhundert[37]
- 2017: Festgabe für Manfried Welan zum 80. Geburtstag: Perspektiven des Agrarrechts[38]
- 2019: Ehrenmitgliedschaft des Demokratiezentrums Wien[39]
- 2019: Ehrenmitgliedschaft der Österreichischen Gesellschaft für Politikwissenschaft[40]

## Werke (Auswahl)
- mit Anton Pelinka: Demokratie und Verfassung in Österreich. Europaverlag, Wien/Frankfurt/Zürich 1971.
- mit Heinrich Neisser: Der Bundeskanzler im österreichischen Verfassungsgefüge. Verlag Gebrüder Holinek, Wien 1971.
- mit Ruth-Elvira Groiss: Eigentum und agrarrechtliche Eigentumsbeschränkungen. Österreichischer Agrarverlag, Wien 1973.
- mit Raoul Kneucker: Zur Entwicklung des Gleichheitsgrundsatzes in Österreich. In: Österreichische Zeitschrift für Politikwissenschaft, Wien 1975, S. 5–22.
- mit Fritz Plasser und Peter A. Ulram (Hrsg.): Demokratierituale. Zur politischen Kultur der Informationsgesellschaft. Hermann Böhlaus Nachf., Wien/Köln/Graz  1985 (= Studien zur Politik und Verwaltung, Band 9).
- mit Kurt Wedl (Hrsg.): Der Streit um Hainburg in Verwaltungs- und Gerichtsakten. Selbstverlag der Akademie für Umwelt und Energie, Laxenburg 1988, ISBN 3-85422-044-X.
- Aus dem Elfenbeinturm. Eigenverlag, Wien 1989.
- Der Bundespräsident. Kein Kaiser in der Republik. (Studien zu Politik und Verwaltung, Band 40). Böhlau Verlag, Wien/Köln/Graz 1992, ISBN 3-205-05529-2.
- Der Bürgermeister der Bundeshauptstadt Wien. Orac Verlag, Wien 1992, ISBN 3-7007-0301-5.
- mit Ada Pellert: Die formierte Anarchie. Die Herausforderung der Universitätsorganisation. WUV-Univ.-Verl., Wien  1995, ISBN 3-851-14229-2.
- Die Universität für Bodenkultur Wien. Von der Gründung in die Zukunft. 1872 bis 1997. Böhlau Verlag, Wien/Köln/Weimar 1997, ISBN 3-205-98610-5.
- Das österreichische Staatsoberhaupt. 3. Auflage. Verlag für Geschichte und Politik, Wien 1997, ISBN 3-7028-0356-4.
- Politische Kultur und Parteiensystem aus der Sicht des politischen Akteurs. In: Robert Kriechbaumer (Hrsg.): Österreichische Nationalgeschichte nach 1945. Bd. 1: Die Spiegel der Erinnerung: Die Sicht von innen. Böhlau Verlag, Wien/Köln/Weimar 1998, ISBN 3-205-98909-0, S. 295–314.
- Aus dem Elfenbeinturm – eine Fortsetzung. Eigenverlag, Wien 1999.
- Demokratie auf Österreichisch oder Die erstarrte Republik. Czernin Verlag, Wien 1999, ISBN 3-7076-0011-4.
- mit Anton Pelinka: Demokratie und Verfassung in Österreich. WUV-Universitäts-Verlag, Wien 2000, ISBN 3-85114-543-7.
- mit Alfred J. Noll: Gott in die Verfassung? Zum „geistig-religiösen Erbe“ als Verfassungsinhalt. Czernin Verlag, Wien 2003, ISBN 3-7076-0160-9.
- mit Alfred J. Noll: Sprachen des Rechts & Recht der Sprache. Impressionen zu Recht, Politik, Dichtung und Sprache. Wien 2004, ISBN 3-7076-0200-1.
- Recht in Österreich: Ein Überblick. 5. Auflage. WUV-Universitäts-Verlag, Wien 2005, ISBN 3-85114-844-4.
- mit Gerhard Poschacher (Hrsg.): Von Figl bis Fischler. Bedeutende Absolventen der „BOKU“ Wien. Leopold Stocker Verlag, Graz/Stuttgart 2005, ISBN 3-7020-1049-1.
- mit Alfred J. Noll: Die Abgelegene: Einige kursorische Anmerkungen zur Österreichischen Unabhängigkeitserklärung 1945. Czernin Verlag, Wien 2010, ISBN 978-3-7076-0334-7.
- Verfassung – Aphorismen und Assoziationen. Jan Sramek Verlag, Wien 2011, ISBN 978-3-902638-66-3.
- mit Tamara Ehs, Stefan Gschiegl und Karl Ucakar (Hrsg.): Politik und Recht. Spannungsfelder der Gesellschaft. Facultas Wuv Verlag, Wien 2012, ISBN 978-3-7089-0841-0.
- mit Peter Wiltsche: Das grüne Juwel. Der Türkenschanzpark und seine Denkmäler. Plattform Johannes Martinek Verlag, Perchtoldsdorf 2016, ISBN 978-3-9503682-8-4.
- mit Gertraud Diendorfer (Hrsg.): Demokratie und Nachhaltigkeit. Verbindungslinien, Potenziale und Reformansätze. Studien Verlag, Innsbruck/Wien/Bozen 2016, ISBN 978-3-7065-5577-7.
- Die Lehre des Rechts an der Universität für Bodenkultur. Zugleich ein Beitrag zur Agrarrechtswissenschaft in Österreich. In: Roland Norer und Gottfried Holzer (Hrsg.): Perspektiven des Agrarrechts. Festgabe für Manfried Welan. NWV – Neuer Wissenschaftlicher Verlag, Wien/Graz 2017 (= Agrarrecht. Jahrbuch 2017), ISBN 978-3-7083-1163-0, S. 105–130.
- Plädoyer für eine Österreich-Erklärung. In: Journal für Rechtspolitik 27 (2019), S. 303–305.
- mit Peter Wiltsche: Hans Karl Zeßner-Spitzenberg. Eine Biographie. Plattform Johannes Martinek Verlag, Perchtoldsdorf 2020, ISBN 978-3-9504500-7-1.
- mit Peter Diem: Ihr Recht geht vom Volk aus. 100 Jahre österreichische Bundesverfassung. Staatssymbolik und Staatsziele. Plattform Johannes Martinek Verlag, Perchtoldsdorf 2021, ISBN 978-3-9504500-9-5.
- mit Raoul Friedrich Kneucker: Die Fragen des Pilatus. Wahrheit – Gerechtigkeit – Glaube. Leykam Verlag, Graz 2023, ISBN 978-3-7011-0522-9.

### Autobiografische Werke
- Ein Kind meiner Zeit. Vorwort Hubert Christian Ehalt. Österreichischer Kunst- und Kulturverlag, Wien 2005, ISBN 3-85437-275-2.
- Ein Diener der Zweiten Republik. Vorwort Heinz Fischer. Österreichischer Kunst- und Kulturverlag, Wien 2012, ISBN 978-3-85437-311-7, online.
- Student in Rot-Weiß-Rot. Wien 1955–1960. Vorwort Heinrich Neisser. Böhlau Verlag, Wien/Köln/Weimar 2014, ISBN 978-3-205-79577-3, online.
- Ein Baum in der Lichtung. Alterserwachen. Plattform Johannes Martinek Verlag, Perchtoldsdorf 2019, ISBN 978-3-9504500-5-7.
- 60 Jahre Mitglied. Eine persönliche Geschichte der ÖVP aus 60 Jahren. In: Wolfgang Gerstl und Manfried Welan: Im Dienste einer Weltanschauung. Zwei persönliche Geschichten der ÖVP. Verlag noir, Wien 2022, ISBN 978-3-9505126-1-8, S. 3–58.
- Wiener – Österreicher – Europäer. Drei Identitäten. Plattform Johannes Martinek Verlag, Perchtoldsdorf 2022, ISBN 978-3-9504954-4-7.